# Parafia Oczyszczenia Najświętszej Maryi Panny w Starymgrodzie
Parafia Oczyszczenia Najświętszej Maryi Panny w Starymgrodzie – parafia rzymskokatolicka znajdująca się w diecezji kaliskiej, w dekanacie Krotoszyn.